# CFAP126
CFAP126 (англ. Cilia and flagella associated protein 126) – білок, який кодується однойменним геном, розташованим у людей на 1-й хромосомі. Довжина поліпептидного ланцюга білка становить 177 амінокислот, а молекулярна маса — 19 293.
| 10         |  | 20         |  | 30         |  | 40         |  | 50         |
| ---------- |  | ---------- |  | ---------- |  | ---------- |  | ---------- |
| MATNYSANQY |  | EKAFSSKYLQ |  | NWSPTKPTKE |  | SISSHEGYTQ |  | IIANDRGHLL |
| PSVPRSKANP |  | WGSFMGTWQM |  | PLKIPPARVT |  | LTSRTTAGAA |  | SLTKWIQKNP |
| DLLKASNGLC |  | PEILGKPHDP |  | DSQKKLRKKS |  | ITKTVQQARS |  | PTIIPSSPAA |
| NLNSPDELQS |  | SHPSAGHTPG |  | PQRPAKS    |  |            |  |            |

A: Аланін

C: Цистеїн

D: Аспарагінова кислота

E: Глутамінова кислота

F: Фенілаланін

G: Гліцин

H: Гістидин

I: Ізолейцин

K: Лізин

L: Лейцин

M: Метіонін

N: Аспарагін

P: Пролін

Q: Глутамін

R: Аргінін

S: Серин

T: Треонін

V: Валін

W: Триптофан

Задіяний у такому біологічному процесі, як біогенез та деградація війок. 
Локалізований у клітинній мембрані, цитоплазмі, цитоскелеті, мембрані, клітинних відростках.